# Paragongylidiellum caliginosum
Paragongylidiellum caliginosum är en spindelart som beskrevs av Jörg Wunderlich 1973. Paragongylidiellum caliginosum ingår i släktet Paragongylidiellum och familjen täckvävarspindlar.
Artens utbredningsområde är Nepal. Inga underarter finns listade i Catalogue of Life.